# Porojärvi (sjö i Finland, Kajanaland)
Porojärvi är en sjö i Finland. Den ligger i kommunen Kuhmo i landskapet Kajanaland, i den östra delen av landet, 500 km nordost om huvudstaden Helsingfors. Porojärvi ligger 174,3 meter över havet. I omgivningarna runt Porojärvi växer i huvudsak barrskog. Den är 5,4 meter djup. Arean är 35 hektar och strandlinjen är 4,47 kilometer lång. Sjön  ingår i Vuoksens huvudavrinningsområde. 